# Dobó Ferenc (jogász)
Dobó Ferenc (Karácsfalva, 1886. április 19. – Kolozsvár, 1965. március 1.) magyar jogász, jogi szakíró, szerkesztő, műfordító. Szegőné Dobó Júlia testvére.

## Életútja
Jogi tanulmányait Nagyváradon kezdte, Berlinben, Budapesten folytatta, s Kolozsvárt fejezte be, ahol 1908-ban jogi doktorátust szerzett. Az első világháború előtt a Magyar Jogász című szaklapot szerkesztette, az 1920-as években az Ellenzék szerkesztője, Ex-Libris cím alatt többnyelvű bibliográfiai lapot adott ki (1925–39), s közreműködött a Korunk alapításában.
A Lepage cég keretében mint könyvkereskedő és könyvkiadó jelentős szerepe volt a korszerű közművelődés fejlesztésében. A Madách-centenáriumra megjelentette Az ember tragédiája miniatűr kiadását. Gaál Gáborral és Szentimrei Jenővel együttműködve önálló könyvsorozatot adott ki, mellyel a magyar irodalom kevésbé ismert vagy elfelejtett értékeire, a demokratikus gondolkodás hagyományaira irányította a figyelmet (Versekben tündöklő Erdély, Kolozsvár, 1941; Tréfás és csúfolódó erdélyi népköltészet, Kolozsvár, 1942; Hazai utazók Erdélyben, Kolozsvár, 1942; Arany János: Tillaárom haj! Kolozsvár, 1942; Táncsics Mihály: Életpályám; Szepsi Csombor Márton: Europica varietas. Kolozsvár, 1943). Önálló kiadásban megjelentette Petőfi Sándor összes költeményeit is Gaál Gábor gondozásában, Benedek Marcell előszavával (Kolozsvár, 1945).
A második világháború után műfordítói munkásságot fejtett ki, s a folyóiratokban közölteken kívül oroszról magyarra ültetett át Turgenyev, Gorkij, Alekszej Nyikolajevics Tolsztoj, Fagyejev, Kazakevics, Polevoj és mások műveiből, melyek az Orosz Könyv Kiadónál jelentek meg.